# Zatrephes cardytera
Zatrephes cardytera är en fjärilsart som beskrevs av Dyar 1910. Zatrephes cardytera ingår i släktet Zatrephes och familjen björnspinnare. Inga underarter finns listade i Catalogue of Life.